# ピカソ美術館 (パリ)
ピカソ美術館 （ピカソびじゅつかん、仏：Musée Picasso） は、フランスの首都・パリの3区にある美術館。パリ国立ピカソ美術館 （Musée National Picasso, Paris） ともいう。

## 概要

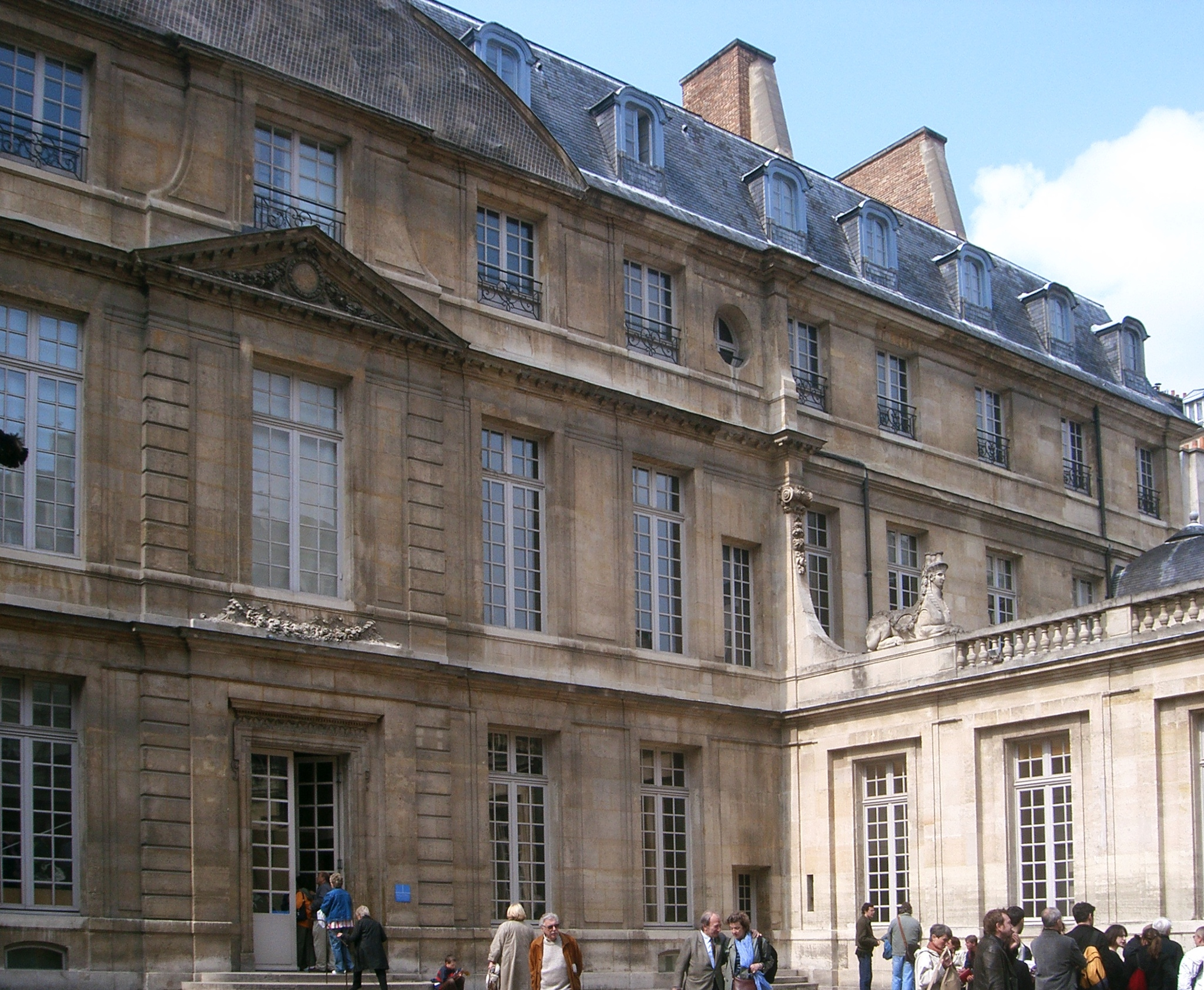
エントランス (2005年4月)

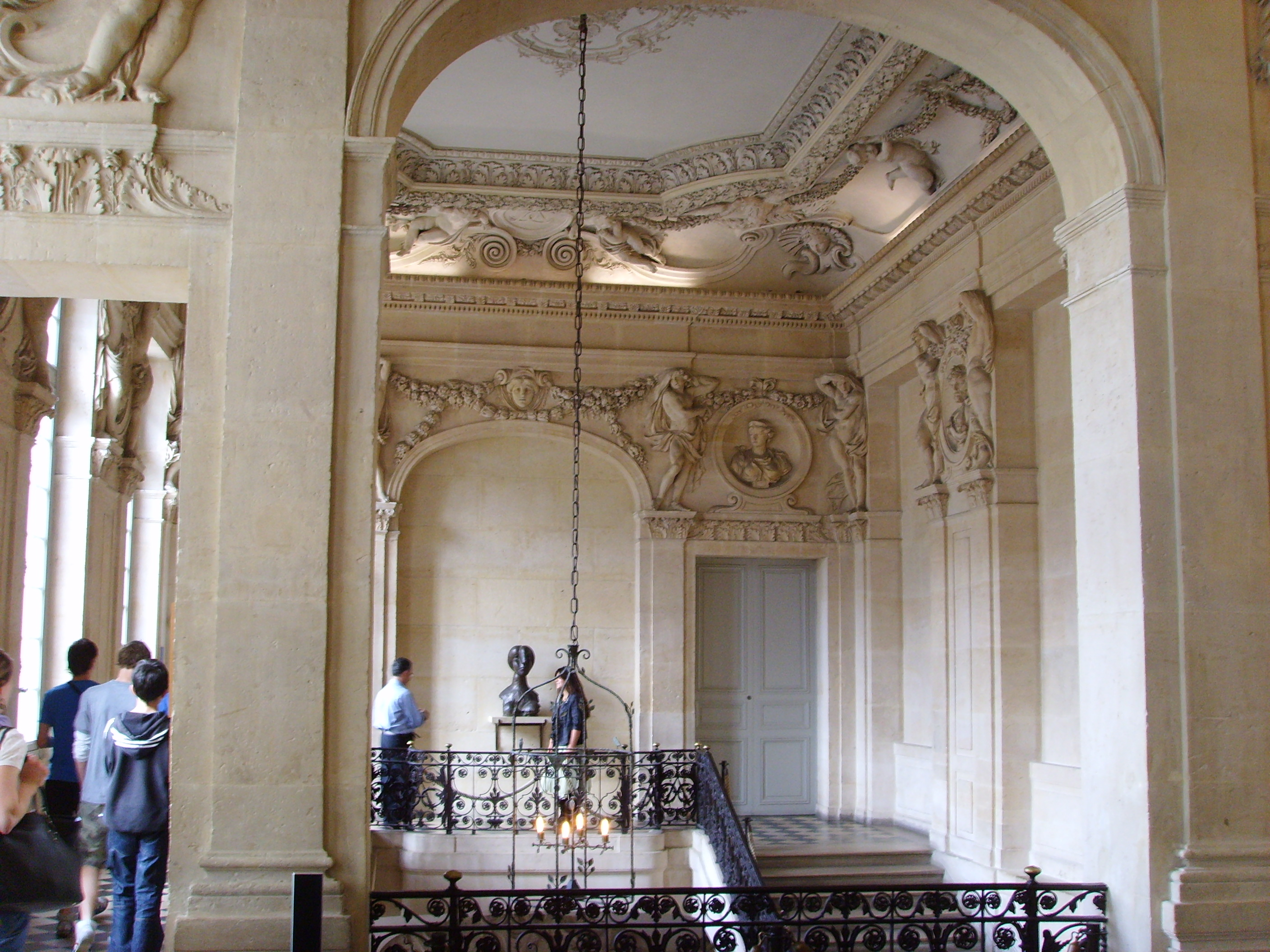
階段ホール (2007年6月)

ピカソ美術館は、その名のとおり画家パブロ・ピカソの作品を収蔵・展示している国立美術館で、パリ3区の南部に位置している。その収蔵品は、ピカソの遺族が相続税として物納した作品が中心となっており 、1973年に死去したピカソが最後まで手元に留めていた貴重なものが多い 。「青の時代」と呼ばれている初期の代表作『自画像』をはじめとして、『籐椅子のある静物』、『肘掛け椅子に座るオルガの肖像』、『浜辺を駆ける二人の女 (駆けっこ)』、『牧神パンの笛』、『ドラ・マールの肖像』、『接吻』などを収蔵している。
美術館の建物は、もともと塩税徴収官の邸宅であったことから、「Hôtel Salé（オテル・サレ、塩の館）」と呼ばれる。1656年から1659年にかけて建築家ジャン・ド・ブイエによって建設され、歴史的な建造物として1964年、パリ市に買収された。その後、ピカソの作品群を収めた美術館への転用が計画され、1976年、コンペで選ばれた建築家のロラン・シムネが改修を担当し、ディエゴ・ジャコメッティ（有名なアルベルト・ジャコメッティの弟）がシャンデリアやイス、テーブルなどのデザインを担当した。改修工事の後、1985年、美術館は開館の運びとなった 。
ピカソ美術館は、絵画、彫刻、デッサン、陶器、版画のほか、直筆の書簡や写真なども収めており、収蔵数は約5,000点に及ぶ 。ピカソの作品だけではなく、彼自身が収集したブラック、セザンヌ、ドガ、マティスなどの作品も所蔵している。作品は、青の時代、バラ色の時代、キュビスム、新古典主義、シュルレアリスムと年代順に展示されており、ピカソの画風の変化をたどることができる。庭園には彼の製作した彫刻が配置されている。
2009年から美術館が改修され、これを機に収蔵品の世界巡回展が開催された 。日本での開催は、マドリード、アブダビに次ぐ開催となり 、2008年10月4日から12月14日まで、東京の国立新美術館で「巨匠ピカソ　愛と創造の軌跡」と題して、また、同じく東京のサントリー美術館で「巨匠ピカソ　魂のポートレート」と題して、2つの美術館で同時開催となった。出品は両館合わせて約230点にのぼり、『牧神パンの笛』、『ドラ・マールの肖像』などの多くの作品が展示された 。

改修工事は当初2011年までの予定であったが、工事は毎年のように遅れに遅れ、2014年10月25日にようやくリニューアルオープン、同28日より一般公開も再開した。

## 主な収蔵品

### ピカソ作の絵画
- 『自画像』 - Autoportrait (1901年末)
- 『ラ・セレスティーナ』 - La Célestine (La Femme à la taie) (1904年3月)
- 『二人の兄弟』 - Les deux frères (1906年夏)
- 『木陰の三人の人物』 - Trois Figures sous un arbre (1907年-1908年冬)
- 『ギターを弾く男』 - Homme à la guitare (1911年秋)
- 『籐椅子のある静物』 - Nature morte à la chaise cannée (1912年春)
- 『画家とモデル』 - Le peintre et son modèle (1914年夏)
- 『肘掛け椅子に座るオルガの肖像』 - Portrait d'Olga dans un fauteuil (1917年秋)
- 『帽子をかぶった娘』 - Femme au chapeau (1921年)
- 『闘牛』 - Corrida (1922年)
- 『浜辺を駆ける二人の女 (駆けっこ)』 - Deux femmes courant sur la plage (La course) (1922年夏)
- 『牧神パンの笛』 - La flûte de Pan (1923年夏)
- 『ピエロに扮するパウロ』 - Paul en pierrot (1925年2月28日)
- 『画家とモデル』 - Le peintre et son modèle (1926年)
- 『赤い肘掛け椅子の大きな裸婦』 - Grand nu au fauteuil rouge (1929年5月5日)
- 『海辺の人物たち』 - Figures au bord de la mer (1931年1月12日)
- 『彫刻家』 - Le sculpteur (1931年12月7日)
- 『読書』 - La lecture (1932年1月2日)
- 『ドラ・マールの肖像』 - Portrait de Dora Maar (1937年)
- 『マリー＝テレーズの肖像』 - Portrait de Marie-Thérèse （1937年1月6日）
- 『泣く女』 - La femme qui pleure (1937年10月18日)
- 『子どもと鳩』 - L'enfant aux colombes (1943年8月24日)
- 『朝鮮の虐殺』 - Massacre en Corée (1951年1月18日)
- 『草上の昼食 (マネによる)』 - Le Déjeuner sur l'herbe d'après Manet (1960年3月-8月)
- 『接吻』- Le baiser (1969年10月26日)
- 『抱擁』 - L'étreinte (1970年9月26日)
- 『若い画家』 - Le jeune peintre (1972年4月14日)

### ピカソ作の彫刻など
- 『バイオリン』 - Violon (1915年)
- 『人物』 - Figure (1928年秋)
- 『女の頭部像』 - Tête de femme (1931年)
- 『女の胸像』 - Buste de femme (1931年)
- 『牡牛の頭部』 - Tête de taureau (1942年春)
- 『乳母車を押す女』 - La femme à la poussette (1950年)
- 『山羊』 - La chèvre (1950年)
- 『猿の母子』 - La guenon et son petit (1951年10月)

## 所在地及び交通手段
- 所在地：パリ3区 トリニー通り5番地 （5, rue de Thorigny, 75003 Paris 、北緯48度51分35秒 東経2度21分44秒 / 北緯48.85972度 東経2.36222度）
- 地下鉄メトロ1号線 サン・ポール駅下車、北へ徒歩。
- 地下鉄メトロ8号線 サン＝セバスチャン＝フロワサール駅下車、南西へ徒歩。または、シュマン・ヴェール駅下車、西へ徒歩。